# クルト・ザメトレイター
クルト・ザメトレイター(ドイツ語: Kurt Sametreiter、1922年4月9日 - 2017年1月28日)は、ドイツの武装親衛隊員。最終階級は親衛隊曹長(上級分隊指揮官)。

## 経歴
第二次世界大戦中のプロホロフカの戦いでは、第1SS装甲師団第1SS戦車駆逐大隊第3小隊小隊長を務め、騎士鉄十字章を受章した経歴を持つ。
2017年1月28日、パーキンソン病により94歳で死去。

## 叙勲
- 鉄十字章
  - 二級鉄十字勲章1939年章 (1941年7月13日)
  - 一級鉄十字勲章1939年章 (1942年9月1日)
- 戦車突撃章
- 戦傷章
  - 戦傷章黒章
- 騎士鉄十字章
  - 騎士鉄十字章 (1943年7月31日)[1]